# Norman Sheil
Norman Sheil (Liverpool, 22 d'octubre de 1932 - Niagara-on-the-Lake, 25 d'octubre de 2018) va ser un ciclista anglès, que s'especialitzà en el ciclisme en pista.
Els seus majors èxits els va aconseguir com a amateur. Va aconseguir tres medalles, dues d'elles d'or, als Mundials de persecució. Va guanyar també dos ors als Jocs de l'Imperi Britànic i de la Commonwealth.

## Palmarès en pista
- 1954
  - Medalla d'or als Jocs de l'Imperi Britànic i de la Commonwealth en persecució
- 1955
  -  Campió del món amateur en persecució
- 1958
  -  Campió del món amateur en persecució
  - Medalla d'or als Jocs de l'Imperi Britànic i de la Commonwealth en persecució
- 1959
  -  Campió del Regne Unit amateur en persecució

## Palmarès en ruta

### Resultats al Tour de França
- 1960. Abandona (11a etapa)